# 小倉裏線
小倉裏線（こくらうらせん）は、かつて福岡県小倉市（現・北九州市小倉北区）の富野信号所（現・東小倉駅付近）と南篠崎聯絡所、足立駅と板櫃聯絡所の間を結んでいた鉄道路線である。小倉南線とも呼ばれている。

## 歴史
九州鉄道本線（現・鹿児島本線）の一部として開業した。九州鉄道は当初本線を戸畑経由とする予定であったが、海岸部に鉄道路線を敷設することについては、陸軍が艦砲射撃による線路破壊を危惧して反対したため、小倉市街地の南側に路線変更するよう求められていた。そのため、海岸部の路線を戸畑線（小倉 - 戸畑 - 黒崎間）という支線として敷設を認めることを条件に、陸軍の要求に沿って小倉裏線が敷設されることとなった。

### 年表
- 1903年（明治36年）高浜信号所（旧東小倉付近）- 南篠崎信号所・北篠崎信号所（南小倉付近）間が開通
- 1904年（明治37年）
  - 2月12日 後の大蔵線に接続し全線開通
  - 7月14日 高浜信号所を富野信号所に改称
- 1905年（明治38年）1月27日 傷病兵輸送の便益を計るための（名称不明）仮乗降場の設置認可。
- 1906年（明治39年） （名称不明）仮乗降場が廃止。
- 1907年（明治40年）7月1日 国有化される
- 1909年（明治42年）
  - 10月12日 国有鉄道線路名称制定により小倉裏線となる。区間が書かれる箇所に平時運転休止と書かれた[1]
  - 11月18日 平日運転休止に変更
- 1911年（明治44年）10月1日 大蔵線廃止[2]に伴い、北篠崎信号所 - 板櫃信号所廃止
- 1916年（大正5年）6月21日 全線廃止[3]

## 駅一覧
富野信号所 - （名称不明）仮乗降場 - 足立軍用停車場 - 南篠崎聯絡所
足立軍用停車場 - 紫川聯絡所 - 北篠崎聯絡所 - 板櫃聯絡所
- 当時は信号場を信号所または聯絡所と呼称
- 紫川聯絡所 - 北篠崎聯絡所間0.7kmは豊州本線（現・日豊本線）と共用
- 北篠崎聯絡所は現在の南小倉駅付近に所在

### 足立駅
位置：北緯33度52分28秒 東経130度53分02秒 / 北緯33.874329度 東経130.883862度
1904年（明治37年）、日露戦争が始まった2日後の2月12日、陸軍師団輸送の拠点駅として開業した足立駅は、大量の兵士を輸送するため全国屈指の規模を持つ巨大駅であった。
ところが、戦争に関わる輸送が一段落した同年2月19日、足立駅では兵士を取り扱わないようになってしまった。足立駅の兵員輸送という大義名分が無くなった小倉裏線は存在意義を失い、開業からわずか12年で全線廃止された。

## 接続路線
路線名は小倉裏線廃止時点のもの
- 富野信号所：鹿児島本線、小倉鉄道（現・日田彦山線の旧線）
- 南篠崎聯絡所：豊州本線（現・日豊本線）
- 紫川聯絡所：豊州本線
- 北篠崎聯絡所：豊州本線
- 板櫃聯絡所：大蔵線

## 廃止後の状況
国土地理院に保管されている旧版地図によれば、廃止後、昭和初期までは大蔵線と共に道路になっているが、富野側から小倉の市街地に飲み込まれてしまい、富野 - 足立 - 紫川・南篠崎の大半は消失した。
足立駅の跡地は広大であり、国道3号に沿って北九州市立足立中学校付近から三萩野交差点付近まであったとされている。一部は鉄道官舎、用品庫等が建設されて活用されたが、国鉄分割民営化に際し国鉄関係の施設は移転・撤去されて更地となり、国鉄清算事業団の保有資産となった。数年間は住宅展示場などに賃貸されていたが、その後鉄道・運輸機構から売却され、ポレスターマンションやニトリが建設されている。